# Pedro N'zagi
Pedro N'zagi Barros Roque dos Santos, conhecido como Pedro N'zagi (Malange, 30 de julho de 1977) é um comediante, cantor, actor, apresentador produtor angolano. É conhecido por apresentar o programa Hora Quente na TPA 2 / Semba Comunicação.
Devido ao conteúdo acutilante do seu programa, N'zagi é uma das figuras mais conhecidas e respeitadas de Angola. É também considerado o pioneiro na mudança da TV angolana pela sua forma única de apresentação. Para além de ter participado em vários programas de televisão, N'zagi entrou em uma novela "Sede de Viver ". Uma das suas paixões é a rádio , trabalhou na LAC (Luanda Antena Comercial) com o programa "Bomba LAC". Na rádio o seu trabalho ganha maior protagonismo quando escreve, produz e realiza uma rádio novela, "as voltas que a música da", uma sátira à música angolana. Ele participou em vários discos: Yuri da Cunha, Estrelas dispersas, As Gingas, entre outros. Prepara agora o seu primeiro trabalho discográfico. Foi o anfitrião da estreia do canal TPA Internacional no Coliseu dos Recreios em Lisboa de 2008, Herman José em Angola, Show de Yannick Afroman nos Coqueiros e Abrilhantou com a sua Banda "Wanna Groove" durante 4 anos as noites de domingo na conceituada casa Miami Beach em Luanda. Em 2016 mudou-se para a Banda Tv, onde estava a presentar um novo programa.

## Biografia
N'zagi nasceu em Malanje no seio de uma família cristã e cresceu em Luanda, onde frequentou o a Escola das Madres e o 1º de Maio. A sua mãe, Filomena, é uma secretária executiva e também já foi professora e o seu pai, Pedro Roque dos Santos, foi um influente político em Angola, faleceu em 1998. Os pais de N'zagi divorciaram-se quando ele tinha 4 anos, este e a sua irmã mais velha, Patrícia, ficaram com a mãe. O Pai de N'zagi teve ainda de outras relações cinco filhos, Rosa Maria, Freddy, Nbula, Letícia (faleceu com apenas 8 anos) e Buila. Na parte da Mãe, recebe mais um Irmão, Nelson. Aos 9 anos, N'zagi e sua irmã Patricia, viajam para Portugal (Porto), onde permanece por cerca de 15 anos. Na cidade do Porto, N'zagi recebe quase toda sua formação e influências. Oficinas de S. José foi a sua casa durante longos anos, o que o próprio afirma ter sido a base de toda a sua capacidade multifacetada. Quando andava no liceu, N'zagi sempre venceu as barreiras raciais conseguindo sempre fazer prevalecer o bom senso, cedo se apercebeu das suas capacidades de liderança, fazendo dele uma figura sempre marcante e influente nos locais que frequentava.
Nzagi finaliza o liceu e de seguida completa o bacharelato em Engenharia Informática. A sua paixão pelo futebol leva-o a sonhar mais alto, tendo mesmo conseguido um pré-acordo com o FC Twente da Holanda, mas para seu desgosto total, uma lesão afastava-o dos campos por dois anos, N'zagi sofre uma grande desilusão que o leva a passar 6 meses com sua mãe em Angola. Depois da "crise", N'zagi volta a Portugal onde continua a sua aventura. Já formado, ele começa por trabalhar como lavador de carros numa empresa, pouco depois vai para um videoclube como gerente. Nessa altura Pedro já era conhecido pela sua forma extrovertida e o seu lado multifacetado é facilmente reconhecido por quem o conhece. Participa no "Chuva de estrelas" onde atinge as meias-finais, cria o seu primeiro grupo de música "Black-Love", onde produz todo o disco com apenas uma GrooveBox, nessa altura conhece o Produtor Maya Cool que logo repara na facilidade e genialidade de N'zagi, ele passa então a produzir vários cantores, entre eles, Yuri da Cunha (Actualmente seu melhor amigo e Padrinho de Casamento).
Pouco tempo depois, Pedro sofre a sua maior perda, falecimento de seu Pai, apesar de não ter sido uma presença constante na sua vida, as influências genéticas eram evidentes, ele decide então regressar para Angola para alegria da sua Mãe.
Em Angola, Pedro conhece Alexandra com quem viveu maritalmente 4 anos, dessa relação nasce o seu primogénito, Pedro Miguel, assume também a paternidade de Luana Filipa, filha de Alexandra com apenas 4 anos, a ligação entre os dois torna-se forte e N'zagi assume até hoje o amor por Luana como filha mais velha.
Depois da separação com Alexandra, N'zagi tem uma outra relação curta com a actriz Ana karina, que contracenou com ele na novela "Sede de Viver", Dessa relação nasce Ana Rita, a sua filha mais nova. Pedro Decide então ficar sozinho por uns tempos, mas quando conhece Denice, como ele próprio disse "eu não procurei a Denice... foi Deus que me a enviou", namoram cerca de 3 anos e casam em 2009, Denice (Nicinha), vive actualmente com Pedro, sendo sua grande companheira confidente e conselheira.

## Carreira

### Primeiros trabalhos
Com uma reputação de ser um homem engraçado, até na escola, Pedro N'zagi mudou-se para Luanda em finais de 1999 para exercer a sua formação como informático em algumas empresas (ELF, TOTAL, FIS, Houston Express), até criar a sua própria empresa de administração e gestão de redes (SafeLan), para desespero de sua Mãe, N'zagi não se adapta a este estilo rotineiro de vida, tenta a sua sorte no circuito de bares de comédia, e assim foi levando a sua música com sátiras a mistura, tocou algum Tempo com Kizua Gourgel (seu grande amigo), juntos criaram a banda "Wanna Groove" com Hélio Cruz na Bateria, Wando Moreira no Baixo, Kizua Gourgel na guitarra e voz e N'zagi no piano e voz, com essa banda, Pedro começa a mostrar a sua versatilidade musical e influências, tocando covers de vários hits internacionais com um toque original de groove e toda a explosão de energia de Pedro em Palco. Ele fez a sua estreia como humorista no Miami Beach Bar, aos domingos era fácil perceber como N'zagi conquistava a plateia com o seu jeito peculiar. Ele começou a cantar em Luanda no quintal da casa de sua mãe, que o mesmo afirma ser o seu porto seguro e principal conselheira, a casa atinge o auge entre 2002 e 2004, foi iniciativa de sua irmã Patrícia que pretendia abrir um boteco e precisava de clientela famosa, daí a intervenção de Pedro. Pouco depois N'zagi aceita o convite de um amigo para juntamente com sua irmã gerirem esplana "help Mundo" na ilha de Luanda, lá, Pedro já havia conquistado a capital com a sua forma diferente de fazer stand Up Comedy, é também aí que Pedro descobre e lança os humoristas Os Tuneza, com quem mantém uma ligação e promove-os ao mais alto patamar, sendo que hoje Os Tuneza são uma das grandes referências do humor em Angola. um ano depois, Pedro sempre acompanhado pela irmã, mudam-se para a "esplanada 10", também na ilha de Luanda onde uma vez mais o sucesso faz da casa uma referência das noites luandenses, por essa altura Pedro já era bastante respeitado no mundo artístico, volta promover noites de stand-up e acaba por descobrir e lançar "Calado Show", hoje considerado dos melhores humoristas de Angola.
Durante esse ano, N'zagi desenvolveu o seu próprio Stand up show na discoteca D. Quixote as quintas, facilmente Pedro era convidado para ser anfitrião de vários shows. Recebe o seu primeiro convite para participar na Sitcom (Conversas no Quintal), seguiram-se outras duas aparições, estava aberto o caminho da televisão, Pedro atinge o auge como actor ao desempenhar de forma sublime o papel de um jovem rebelde na telenovela (Sede de Viver). N'zagi vira-se então para outra paixão, a rádio, acaba por aceitar um convite da Luanda Antena Comercial para apresentar um programa jovial (Bomba LAC) da Luanda Antena Comercial. A sua ligação ao mundo da música levam-no a trabalhar com o conceituado produtor musical Beto MAx, que vê em Pedro uma genialidade total, os dois trabalham juntos vários anos e criam uma amizade até hoje inabalável, Beto convida então Pedro para produzir algo para o seu programa de rádio "Sábado Mais" na Rádio Luanda, N´zagi decide criar uma Rádio-Novela (As voltas que a música dá), uma sátira a música e aos músicos de Angola, o imediato sucesso da sátira eleva Pedro a um patamar bem mais elevado.

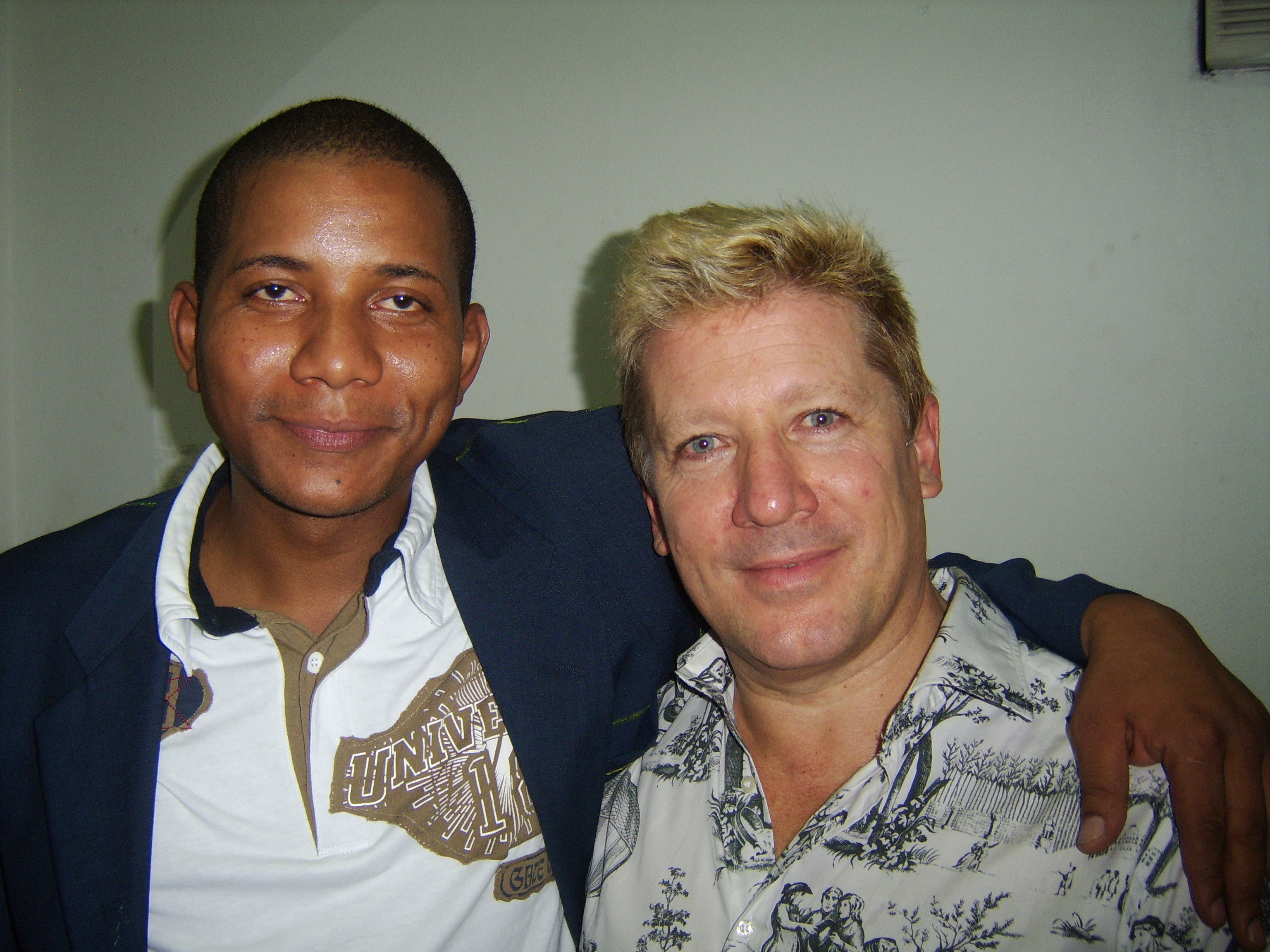
Pedro N'zagi com Herman José (2006).

Com naturalidade, N'zagi é convidado para apresentar o show de Herman José em Angola, sendo esta, dita por muitos, uma das mais sublimes apresentações de Pedro, logo de seguida após rasgados elogios do seu ídolo, N'zagi era convidado para abraçar um projecto de mudança da TV Angolana, ele não hesitou e aceitou.

### Hora Quente com Pedro N'zagi

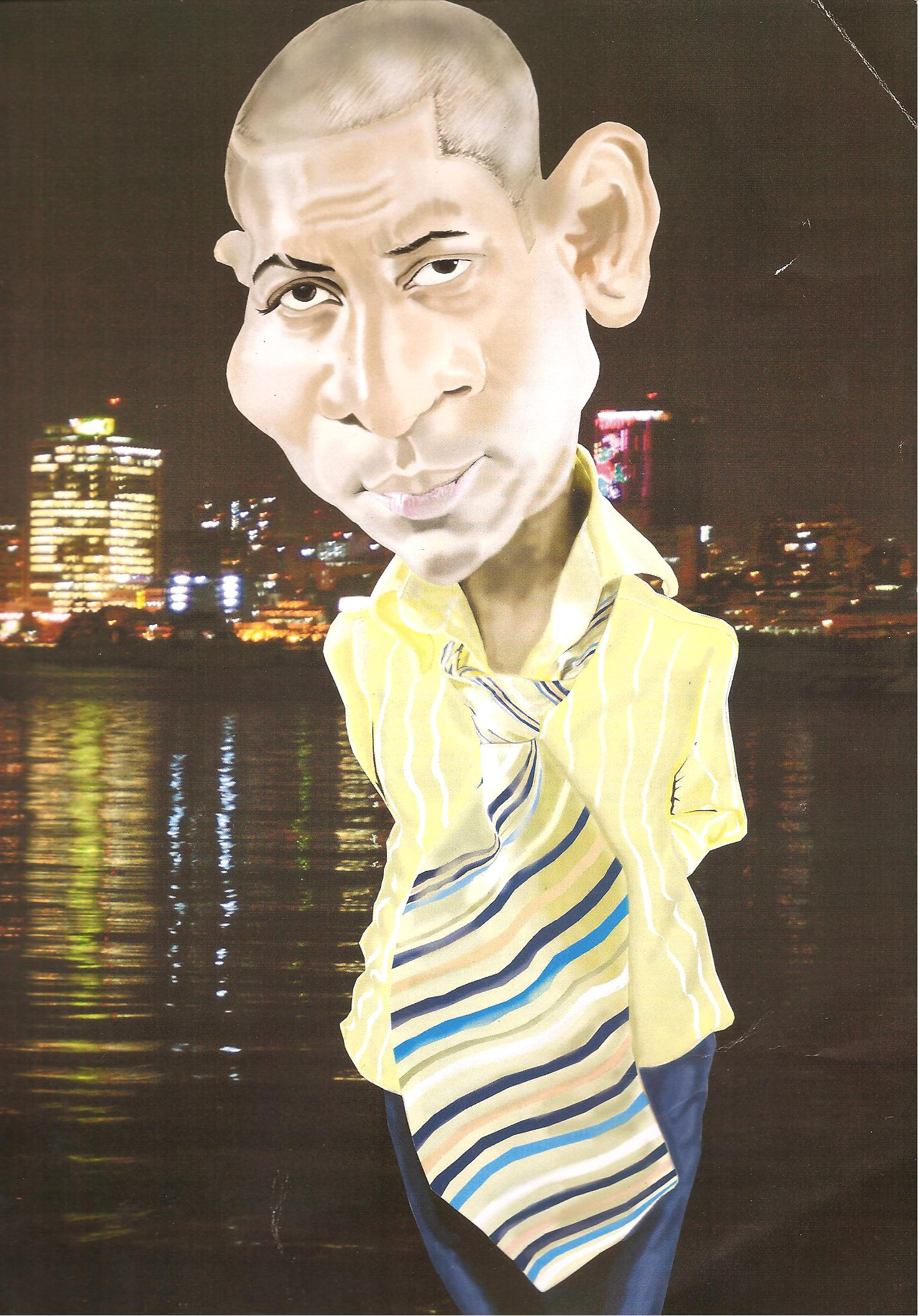
Caricatura de Pedro Nzagi by Nelson(2010)

Em 2008, N'zagi começou a apresentar o Hora Quente na TPA 2 quando iniciou o programa, Pedro sofre várias críticas por parte de alguns jornalista pela forma singular de apresentar, quebrando todos os tabus até então existentes na Televisão angolana, o conservadorismo existente não via com bons olhos a forma descontraída de Pedro em televisão. O programa, que ganhou um enorme sucesso na TV desde que N'zagi se tornou apresentador, junta o humor às notícias do dia, normalmente o mundo artístico, enquanto ao mesmo tempo ridiculariza os mais variados temas e muitos jornalistas e a indústria dos media em si. Numa entrevista, N'zagi negou que o programa tinha qualquer agenda política e disse que o objectivo era apenas fazer rir os espectadores.
Pedro N'zagi já vai no terceiro ano (2010) e logo no primeiro ano foi nomeado para 4 prémios, melhor apresentador 2, comunicação social 1 e Jornalista revelação, dos quais venceu dois. As suas nomeações foram vistas por vários elementos da comunicação social como um ultraje a classe jornalística, embora N'zagi nunca tenha comentado nenhuma dessas condenações, sabe-se que o mesmo nunca se deixou influenciar por elas continuando até hoje a bater todos os recordes de audiência televisiva. O Hora Quente é o programa líder de audiências da Televisão Pública de Angola. Um programa diário e directo dividido em três blocos onde são entrevistados individualidades de diversas áreas desde, a cultura, artes, política, sociedade ou artistas ligados à música. Uma hora que todos os dias aquece o serão, entre as 21 e as 22 horas. Por aqui já passaram vários nomes como Pelé, Eusébio, músicos internacionais, Wycleef Jean, Fat Joe, Alexandre Pires, Dani Klein e grandes estrelas da música angolana como Paulo Flores, Eduardo Paim ou Yola Semedo entre outros, presidentes de clubes de futebol a políticos e ministros. Uma janela aberta que mostra Angola e o mundo que visita o país.
Pedro dedica-se agora e cada vez mais a produção do seu programa e a sua produtora LS Humor Factory, fundada por Pedro Nzagi e Eddy Tussa, esta empresa surge com a necessidade de desenvolver conteúdos para televisão, na sua maioria virados para a comédia. A LS Humor Factory tenta concentrar os melhores humoristas angolanos e está sempre à procura de novos talentos. A firma está já a criar novos programas e a desenvolver guiãos e argumentos para séries e filmes, onde a comédia será o principal ingrediente.

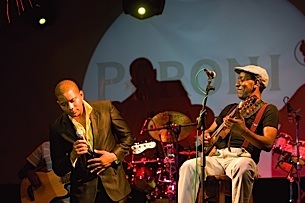
Pedro N'zagi e Tito Paris no Palco do Miami Beach (Janeiro de 2010)

### CDs
Em 1997, N'zagi Co-produz com Maya Cool o primeiro disco de Yuri da Cunha, Yuri da Cunha - É Tudo amor. Desde essa altura tem vindo a produzir músicas e a fazer participações em alguns trabalhos.
Em 2009, depois de muita insistência por parte de familiares e amigos, N'zagi anuncia a gravação do seu primeiro trabalho discográfico, será gravado e produzido por seu companheiro de longa data Ruca Fançony, Será um álbum onde Pedro irá fazer covers de hits da música Angolana e alguns temas internacionais, Pedro diz que reserva o disco de originais para mais tarde. Sabe-se também que uma das suas metas para 2013 é de produzir o disco de sua irmã Patrícia e de lançar os jovens Jack N'Kanga, Cef e Caxinda.

## Principais prémios e indicações
| Ano  | Resultado | Premiação                 | Indicação                               |
| ---- | --------- | ------------------------- | --------------------------------------- |
| 2006 | Nomeado   | Prémios Moda Luanda       | Melhor Actor / Por: Sede de Viver       |
| 2008 | Nomeado   | Prémio Maboque Jornalismo | Jornalista Revelação / Por: Hora Quente |
| 2008 | Venceu    | Prémios Moda Luanda       | Melhor Apresentador / Por: Hora Quente  |
| 2009 | Venceu    | Prémios Angola 35Graus    | Melhor Apresentador / Por: Hora Quente  |
| 2009 | Nomeado   | Prémios Angola 35Graus    | Comunicação Social / Por: Hora Quente   |
| 2009 | Venceu    | Prémios Casa Blanca       | Melhor Apresentador / Por: Hora Quente  |
| 2009 | Venceu    | Jogo das Estrelas         | Melhor Jogador / Por: Guarda redes      |
| 2010 | Nomeado   | Prémios Moda Luanda       | Melhor Apesentador / Por: Hora Quente   |
| 2010 | Venceu    | Prémios Angola 35Graus    | Melhor Apesentador / Por: Hora Quente   |
| 2011 | Nomeado   | Prémios Moda Luanda       | Melhor Apesentador / Por: Hora Quente   |
| 2011 | Venceu    | Prémios Angola 35Graus    | Melhor Apesentador / Por: Hora Quente   |
| 2012 | Nomeado   | Prémios Moda Luanda       | Melhor Apesentador / Por: Hora Quente   |
| 2012 | Nomeado   | Prémios Angola 35Graus    | Melhor Apesentador / Por: Hora Quente   |